# DYNLL2
DYNLL2‏ (Dynein light chain LC8-type 2) هوَ بروتين يُشَفر بواسطة جين DYNLL2 في الإنسان.